# Hugh Seymour, 8. Marquess of Hertford
Hugh Edward Conway Seymour, 8. Marquess of Hertford (* 29. März 1930; † 22. Dezember 1997) war ein britischer Peer und Politiker.

## Leben
Er war der Sohn des Lord Henry Charles Seymour (1878–1939), Sohn des Hugh Seymour, 6. Marquess of Hertford, aus dessen Ehe mit Lady Helen Frances Grosvenor († 1970), Tochter des Hugh Grosvenor, 1. Duke of Westminster.
Beim Tod des kinderlosen älteren Bruders seines Vaters, George Seymour, 7. Marquess of Hertford (1871–1940), erbte er, da sein Vater bereits 1939 gestorben war, am 16. Februar 1940 im Alter von 9 Jahren dessen Adelstitel als 8. Marquess of Hertford, 8. Earl of Hertford, 8. Earl of Yarmouth, 8. Viscount Beauchamp, 9. Baron Conway und 9. Baron Conway and Killultagh sowie dessen Ländereien einschließlich des Familiensitzes Ragley Hall in Warwickshire.
Er besuchte die Ludgrove School in Wokingham und das Eton College. Anschließend absolvierte er eine Kadettenausbildung an der Royal Military Academy Sandhurst und trat im Juli 1950 als Second Lieutenant der Grenadier Guards in die British Army ein. Im Juli 1952 wurde er zum Lieutenant befördert und im Juli 1953 schied er aus dem aktiven Armeedienst aus.
Nachdem er 1951 volljährig geworden war, nahm er erstmals 1952 den mit seinen Adelstiteln verbundenen Sitz im House of Lords ein. 1959 erhielt er das Amt eines Deputy Lieutenant von Warwickshire. Er arbeitete für eine Public-Relations-Agentur in der Londoner Fleet Street und hielt 1963 seine erste Parlamentsrede zum Thema der Royal Commission on the Press. Im Hansard sind bis 1997 45 Parlamentsreden von ihm verzeichnet.
Er starb 1997 im Alter von 67 Jahren an einem Hirntumor.

## Ehe und Nachkommen
Am 10. Juli 1956 heiratete er Pamela Térèse Louise de Chimay (* 1932), Tochter des 1918 in Großbritannien eingebürgerten belgischen Adligen Alphonse Marcel Mateo Joseph Jules de Riquet de Caraman-Chimay (1899–1973). Mit ihr hatte er einen Sohn und drei Töchter:
- Henry Jocelyn Seymour, 9. Marquess of Hertford (* 1958), ⚭ 1990 Beatriz Karam;
- Lady Carolyn Mary Seymour (* 1960);
- Lady Diana Helen Seymour (* 1963), ⚭ (1) 1992 Timothy Verdon, ⚭ (2) 2000 Henry Beaumont;
- Lady Anne Katherine Seymour (* 1966).